# Морська охорона
Берегова охорона (англ. Coast guard) — спеціалізована воєнізована служба ряду держав, призначені для контролю за дотриманням правового режиму територіальних та внутрішніх вод, морської економічної зони та континентального шельфу, що знаходяться у юрисдикції держави, забезпечення безпеки судноплавства у територіальних водах, надання допомоги суднам і літальним апаратам, що зазнали аварії, розвідка погоди, охорона риболовства, а також боротьба із контрабандою.

## Тип і роль за країною
- Берегова охорона США